# Liste der deutschen Softballmeister
Die Liste der deutschen Softballmeister enthält eine Auflistung der deutschen Meister im Fastpitch-Softball im Rahmen des Spielbetriebs des Deutschen Baseball und Softball Verbandes.
Die deutsche Meisterschaft der Damen wird dabei in der Softball-Bundesliga mit anschließenden Play-offs und einem Finalturnier ausgespielt. Die Nachwuchsmeisterschaften werden dagegen in nationalen Finalturnieren ausgespielt, für die sich die Teilnehmer in regionalen Vorausscheidungen qualifizieren müssen.
Eine deutsche Meisterschaft im Softball nur für Herren gibt es derzeit nicht, allerdings besteht die Möglichkeit der Teilnahme an Mixed Ligen.

## Siegerliste
- Jahr: Nennt das Jahr der Meisterschaft. Eine Verlinkung verweist auf die entsprechende Saison.
- Meister: Nennt den Verein, der die deutsche Softballmeisterschaft erringen konnte.
- Vizemeister: Nennt den Verein, der die Vizemeisterschaft erringen konnte.
- Ergebnis: Nennt das Ergebnis des Endspiels, seit 2012 alle Ergebnisse der Best-of-Five-Series

| Jahr | Meister                  | Vizemeister              | Ergebnis                      |
| ---- | ------------------------ | ------------------------ | ----------------------------- |
| 1981 | Munich Tigers            | unbekannt                | unbekannt                     |
| 1982 | Munich Tigers            | unbekannt                | unbekannt                     |
| 1983 | Munich Tigers            | unbekannt                | unbekannt                     |
| 1984 | Bielefeld Peanuts        | unbekannt                | unbekannt                     |
| 1985 | Bielefeld Peanuts        | München Tigers           | 25:1                          |
| 1986 | Bielefeld Peanuts        | München Tigers           | unbekannt                     |
| 1987 | Bielefeld Peanuts        | München Tigers           | unbekannt                     |
| 1988 | Bielefeld Peanuts        | München Tigers           | unbekannt                     |
| 1989 | Bielefeld Peanuts        | unbekannt                | unbekannt                     |
| 1990 | Bielefeld Peanuts        | Cologne Cardinals        | 20:0                          |
| 1991 | Bielefeld Peanuts        | Cologne Cardinals        | unbekannt                     |
| 1992 | Bielefeld Peanuts        | Cologne Cardinals        | unbekannt                     |
| 1993 | Bielefeld Peanuts        | Cologne Cardinals        | 9:5                           |
| 1994 | Bielefeld Peanuts        | Mannheim Tornados        | 12:7                          |
| 1995 | Hamburg Knights          | Mannheim Tornados        | 6:2                           |
| 1996 | Mannheim Tornados        | Cologne Cardinals        | 11:10                         |
| 1997 | Mannheim Tornados        | Wesseling Vermins        | 11:1                          |
| 1998 | Mannheim Tornados        | Hamburg Knights          | 4:2                           |
| 1999 | Mannheim Tornados        | Hamburg Knights          | 13:1                          |
| 2000 | Mannheim Tornados        | Strausberg Rain Girls    | 12:2                          |
| 2001 | Brauweiler Raging Abbots | Mannheim Tornados        | 5:4                           |
| 2002 | Brauweiler Raging Abbots | Mannheim Tornados        | 5:3                           |
| 2003 | Mannheim Tornados        | Freising Grizzlies       | 11:2                          |
| 2004 | Freising Grizzlies       | Mannheim Tornados        | 6:4                           |
| 2005 | Hamburg Knights          | Mannheim Tornados        | 1:0                           |
| 2006 | Mannheim Tornados        | Hamburg Knights          | 8:3                           |
| 2007 | Mannheim Tornados        | Brauweiler Raging Abbots | 4:1                           |
| 2008 | Hamburg Knights          | Neunkirchen Nightmares   | 6:0                           |
| 2009 | Mannheim Tornados        | Neunkirchen Nightmares   | 5:1                           |
| 2010 | Wesseling Vermins        | Mannheim Tornados        | 4:3                           |
| 2011 | Mannheim Tornados        | Neunkirchen Nightmares   | 9:5                           |
| 2012 | Wesseling Vermins        | Neunkirchen Nightmares   | 9:5 / 9:8 / 8:9 (9) / 5:4     |
| 2013 | Wesseling Vermins        | Neunkirchen Nightmares   | 15:4 / 6:7 / 13:8 / 2:1       |
| 2014 | Wesseling Vermins        | Hamburg Knights          | 9:0 / 9:5 / 8:0               |
| 2015 | Wesseling Vermins        | Neunkirchen Nightmares   | 12:3 / 0:2 / 5:2 / 3:5 / 10:3 |
| 2016 | Mannheim Tornados        | Neunkirchen Nightmares   | 0:2 / 2:3 / 4:3 / 1:0 / 8:3   |
| 2017 | Mannheim Tornados        | Wesseling Vermins        | 0:4 / 6:2 / 3:2 / 3:0         |
| 2018 | Wesseling Vermins        | Mannheim Tornados        | 5:9 / 3:2 / 2:4 / 8:3 / 3:0   |
| 2019 | Wesseling Vermins        | Freising Grizzlies       | 6:1 / 3:0 / 1:2 / 4:8 / 10:3  |
| 2020 | Wesseling Vermins        | Freising Grizzlies       | 10:8 / 9:4 / 7:3              |
| 2021 | Wesseling Vermins        | Bonn Capitals            | 7:5 / 2:10 / 3:0 / 14:2       |
| 2022 | Bonn Capitals            | Wesseling Vermins        | 6:3 / 4:2 / 2:3 / 4:2         |
| 2023 | Wesseling Vermins        | Bonn Capitals            | 4:7 / 8:1 / 9:3 / 3:5 / 11:0  |
| 2024 | Wesseling Vermins        | Bonn Capitals            | 12:3 / 7:6                    |
| 2025 |                          |                          |                               |

## Sieger
Nachfolgend sind alle Siegervereine der offiziellen deutschen Softballmeisterschaft aufgeführt.
Bisher konnten acht Mannschaften die Meisterschaft erringen, Rekordmeister sind dabei die Mannheim Tornados mit 12 Siegen.
| Rang | Mannschaft               | Anzahl der Meisterschaften | Zeitraum  |
| ---- | ------------------------ | -------------------------- | --------- |
| 1    | Mannheim Tornados        | 12                         | 1996–2017 |
| 2    | Bielefeld Peanuts        | 11                         | 1984–1994 |
| 2    | Wesseling Vermins        | 11                         | 2010–2024 |
| 4    | Munich Tigers            | 3                          | 1981–1983 |
| 4    | Hamburg Knights          | 3                          | 1995–2008 |
| 6    | Brauweiler Raging Abbots | 2                          | 2001–2002 |
| 7    | Freising Grizzlies       | 1                          | 2004      |
| 7    | Bonn Capitals            | 1                          | 2022      |